# Ust´-Briań
Ust´-Briań (ros. Усть-Брянь) – wieś w Rosji, w Buriacji, w rejonie zaigrajewskim. W 2021 liczyła 1139 mieszkańców.